# 宮下雅寛
宮下 雅寛（みやした まさひろ、1978年9月19日 - ）は、日本の元男子バレーボール選手。妻は元バレーボール選手の佐田樹理。

## 来歴
福岡県福岡市出身。福岡市立柏原中学校1年時からバレーボールを始める。。高校は名門福岡大学附属大濠高等学校へ進学、2つ上に桑田鎮典がいた。1996年3年生時には春高バレーで3位入賞した。
1997年、中央大学へ進学し、正センターとして活躍した。後にJTでもプレーする臺光章や徳元幸人とプレーする。
2001年、JTサンダーズへ加入。同期に直弘龍治。2002年全日本に選出され、釜山アジア大会に出場。2005年バレーボール・ワールドリーグに全日本メンバー登録されている。2007年の天皇杯・皇后杯全日本バレーボール選手権大会制覇に貢献した。
2010/11シーズンにリーグ通算230試合達成しVリーグ栄誉賞を受賞した。同シーズンを以って引退、その後は社業に専念している。

## 所属チーム
- 福岡市立柏原中学校
- 福岡大学附属大濠高等学校
- 中央大学
- JTサンダーズ（2001-2011年）